# صدا دمیر
صدا دمیر (به ترکی استانبولی: Seda Demir) (زادهٔ ۸ مارس ۱۹۸۳ در استانبول) بازیگر ترکیه‌ای است که با نقش «صدف» در سریال مشهور برگ‌ریزان شناخته می‌شود.
او در دانشگاه مرمره زبان فرانسه خوانده‌است.
وی از سال ۲۰۰۶ بازیگری را با نقش «صدف» در سریال برگ‌ریزان آغاز کرد و به مدت پنج سال در کل پنج فصل سریال ایفاگر همین نقش بود.